# کارت نقدی

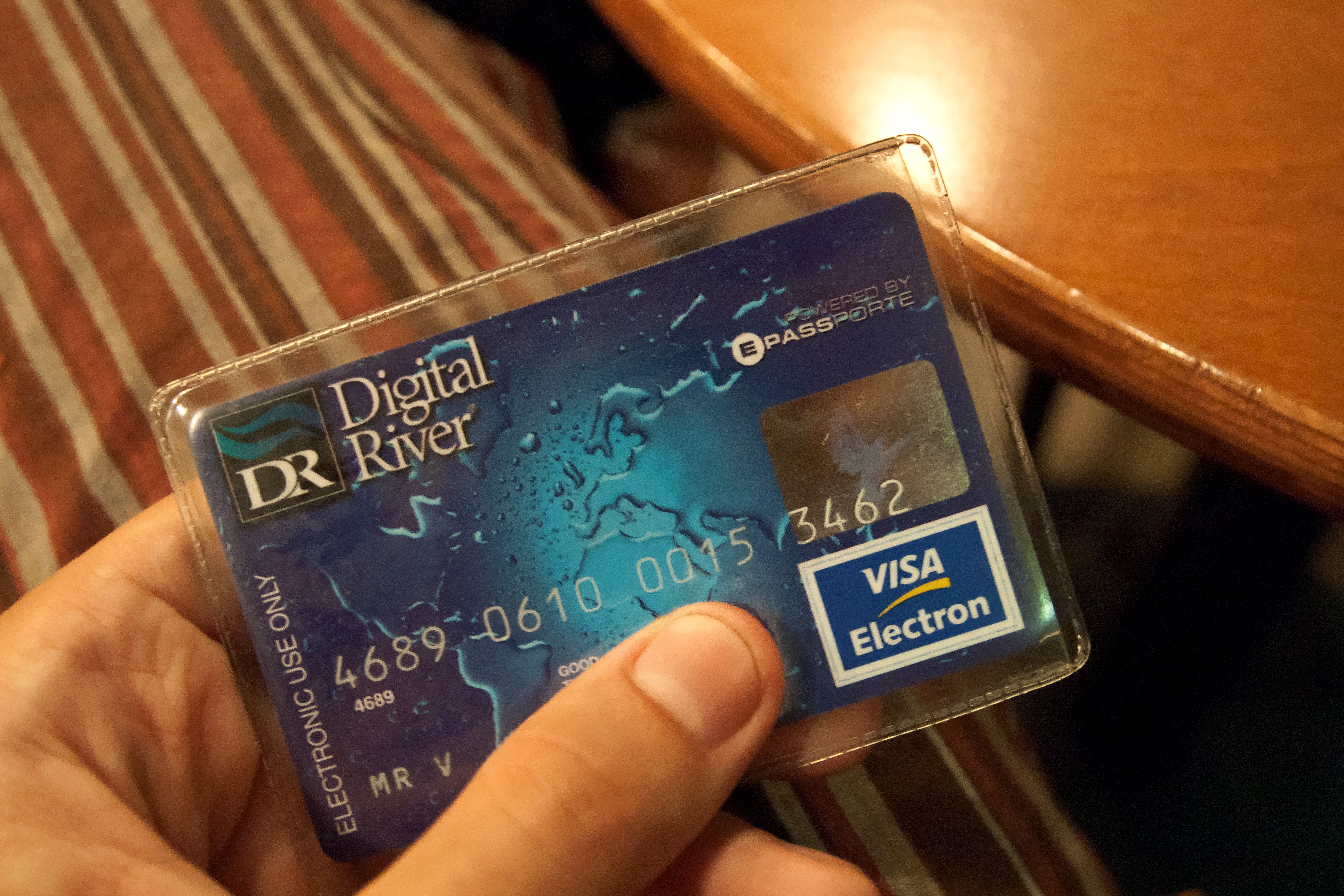
کارت بانکی digital river

کارت نقدی یا کارت بدهی (به انگلیسی: Debit card) (که با عنوان کارت بانک یا چک کارت نیز شناخته می‌شود) کارتی پلاستیکی است که به دارنده آن این امکان را می‌دهد به حساب خود نزد یک مؤسسه مالی دسترسی الکترونیکی داشته باشد. بعضی از این کارت‌ها دارای مبلغی پول هستند که به وسیله آن عملیات پرداخت انجام می‌شود، بدین صورت که پیغامی با مضمون انتقال وجه به حساب دریافت‌کننده پول، برای بانک صاحب کارت ارسال می‌گردد. این کارت می‌تواند به عنوان جایگزین پول نقد در هنگام خرید استفاده شود. در برخی موارد یک شماره حساب اصلی برای استفاده انحصاری از طریق اینترنت اختصاص داده می‌شود و دیگر کارت به صورت فیزیکی وجود نخواهد داشت.
در بسیاری از کشورها، استفاده از کارت نقدی بسیار رایج است، به نحوی که حجم مبادلات از طریق آن بیش از مبادلات از طریق چک یا وجه نقد است. توسعه کارت‌های نقدی برخلاف کارت‌های اعتباری در هر کشور متفاوت است و سیستم‌های مختلفی را در دنیا ایجاد کرده که اغلب با همدیگر تطابق ندارند. از اواسط دهه اول قرن بیست یکم میلادی، برخی راهکارهای ابداعی این امکان را ایجاد کرده که کارت‌های نقدی یک کشور در کشورهای دیگر قابل استفاده باشد یا بتوان با آن‌ها خریدهای اینترنتی و تلفنی انجام داد.
با این حال، برخلاف کارت‌های اعتباری، مبلغ پرداخت شده به وسیلهٔ کارت‌های نقدی از حساب بانک دارنده کارت، خارج می‌شود و این امکان وجود ندارد که دارنده کارت این مبلغ را مدتی بعد پرداخت کند.
کارت‌های نقدی معمولاً امکان برداشت پول نقد را مانند یک کارت عابربانک فراهم می‌کنند.